# نيكيتا أناند
نيكيتا أناند (بالإنجليزية: Nikita Anand) هي عارضة وممثلة هندية، ولدت في 1983 في جالاندهار في الهند.

## وصلات خارجية
- نيكيتا أناند على موقع IMDb (الإنجليزية)
- نيكيتا أناند على موقع قاعدة بيانات الفيلم (الإنجليزية)
- نيكيتا أناند على موقع كينوبويسك (الروسية)